# スプリングフィールド (オレゴン州)
スプリングフィールド（英: Springfield）は、アメリカ合衆国オレゴン州レーン郡に位置する都市である。ウィラメットバレー南部に位置し、ユージーン・スプリングフィールド都市圏に属している。この都市圏の中では州間高速道路5号線を隔てて西にあるユージーン市の次に人口の多い都市である。人口は6万1851人（2020年）。
開拓者ブリッグス家が1848年にこの地域に到着したのが始まりだった。1885年には市制を布いた。市名は現在の市域内にある草原すなわちプレーリーにある自然の泉に因んで名付けられた。市の経済は昔から資源依存型だったが、1990年代以降は現在市内最大の雇用主であるピースヘルスができて多様化された。市内の公共教育はスプリングフィールド教育学区が管轄している。市の出身者として最も有名な者は『カッコーの巣の上で』の作家ケン・キージーである。

## 歴史
スプリングフィールドの町はエリアス・ブリッグスとメアリー・ブリッグスの一家が1848年に到着した時から開拓された。彼等はクラマス湖を過ぎてカスケード山脈を越え、ローグバレーから北のウィラメットバレーに入ってくるという、いわゆる「南ルート」を通ってこの地域に来た最初の隊に混じっていた。エリアスはウィリアム・スティーブンスと共に、近くのウィラメット川で渡し船を運航した。
土地の登記記録に拠れば、スティーブンスが1847年10月にスプリングフィールドに到着して最初に権利を登録した開拓者となっている。スティーブンスは年長の息子3人と共に家の建設を初め、それが12月に完成すると、クリスマスの日に家族の残りが合流した。
スプリングフィールド近郷に到着したもう一人の開拓者はフェリックス・スコット・シニア大尉であり、1847年にマッケンジー川とウィラメット川の間に入植した。
1854年スプリングフィールド教育学区第19号が結成された。南7番通りとB通りの角近くに小さな校舎が建設された。この学校は1880年代まであった。ペンシルベニア州から来た若い女性のアグネス・スチュワートが最初の教師になった。彼女は1853年のロストワゴン・トレインによってスプリングフィールドに到着していた。
1871年、オレゴン・カリフォルニア鉄道の本線がスプリングフィールドを迂回してユージーンに通った。ユージーンの著名事業家の集団が、鉄道の資本家ベン・ホラデイに4万ドルを払い、ウィラメット川を渡る地点をスプリングフィールドではなくハリスバーグの近くにさせた。この時から両市のライバル関係が始まり今日に続いている。
スプリングフィールドの町は1885年に市制を布いた。町の鍛冶屋アルバート・ウォーカーが初代市長になった。
オレゴン市民同盟の運動が行われた後の1992年5月、スプリングフィールド市はその市民憲章に反LGBT条令を入れたことではアメリカ合衆国で最初の都市になった。しかしその後成立した州法で反LGBT条令を執行してはならないものとされた。

## 経済
スプリングフィールド市の経済は長年製材業に依存してきており、最大の雇用主はウェアーハウザー社だった。ウェアーハウザー社は1949年にスプリングフィールドにその工場を開設して積極的に事業展開したが、老齢樹の材料が入手し難くなって事業縮小を強いられた。1990年代に製材とベニア板工場が閉鎖され、製紙工場は縮小された。現在の市はより多様化された経済を開発中であり、最大雇用主は近年に新しい病院であるセイクリッドハート・リバーベンド医療センター、マッケンジー・ウィラメット医療センターおよびピースヘルス研究所を開設したピースヘルスとなっている。
ケン・キージーの兄弟であるチャックとその妻スーが1960年にスプリングフィールド・クリーマリーを起業し、ナンシー・ハムレンのレシピを使って開発した基幹商品「ナンシーのヨーグルト」の売上げが寄与したこともあって今日まで事業を継続している。1970年代、この乳製品製造所は、ロックバンドの「グレイトフル・デッド」が10回連続の慈善コンサートを開催したことのお陰で破産の危機を回避した。
スプリングフィールド市はハシバミ（ヘーゼルナッツ）の果樹園に囲まれている。果樹園が住宅地に転換されるにつれてその生産量は減少してきた。近年まで市は夏祭りとして毎年8月初旬にハシバミ祭を後援してきており、音楽、食事および家族向け行事が行われていた。この行事は2007年に主たるスポンサーが降りたことで中断され、将来再開されるかは不確実になっている。ハシバミの収穫は10月に行われ、ウィラメットバレーだけで全米生産量の98％を生産している。

### 医療
市内にはマッケンジー・ウィラメット医療センターおよびピースヘルスのセイクリッドハート・リバーベンド医療センターという2つの総合病院がある。

## 市政府
スプリングフィールド市は市政委員会・シティマネジャー方式を採用している。現市長はクリスティーヌ・ルンドバーグであり、現シティマネジャーはジーノ・グリマルディである。市政委員会は6つの選挙区から選ばれた委員で構成されている。

### 公衆安全
市の治安はスプリングフィールド警察署が担当している。スプリングフィールド消防救急部は資産と人命を守り、市民の環境を保護している。

## 地理

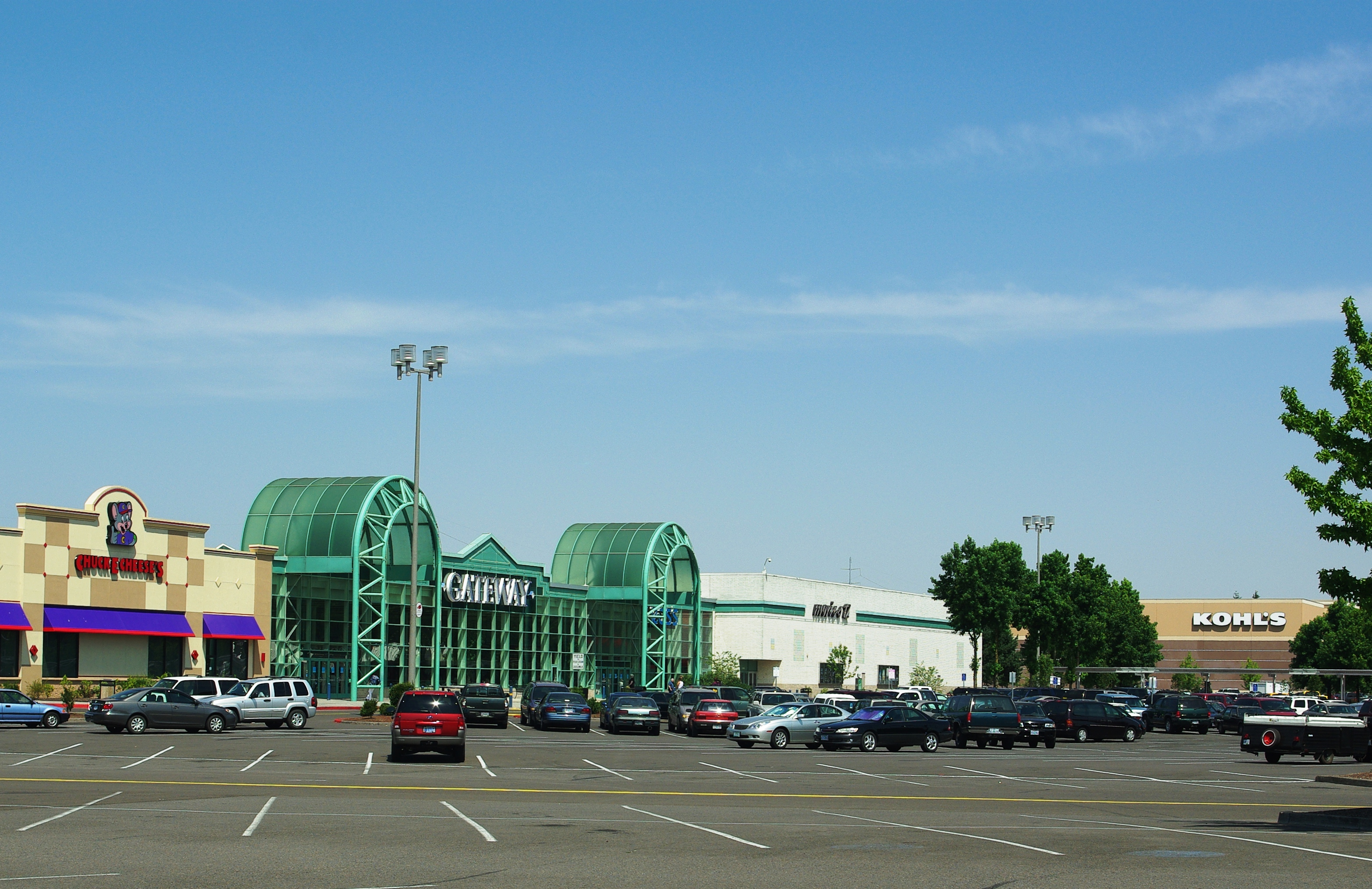
ゲイトウェイ・モール

スプリングフィールドは北緯44度3分11秒 西経122度59分28秒 / 北緯44.05306度 西経122.99111度座標: 北緯44度3分11秒 西経122度59分28秒 / 北緯44.05306度 西経122.99111度に位置する。アメリカ合衆国国勢調査局に拠れば、市域全面積は14.4平方マイル (37.3 km2)であり、全て陸地である。標高は454フィート (138.4 m) である。
マッケンジー川が市境北側を通っている。

### 地区
市内に公式の地区指定は無いが、非公式の地区は以下の通りである。
- ゲイトウェイ地域
- グレンウッド
  - スプリングフィールド・ジャンクション
- ノーススプリングフィールド
- サーストン
- ウォッシュバーン歴史地区、国立歴史史跡に指定

## 人口動態
以下は2000年の国勢調査による人口統計データである。
| 基礎データ - 人口: 52,864人 - 世帯数: 20,514世帯 - 家族数: 13,477家族 - 人口密度: 1,417.4人/km2（3,670.7人/mi2） - 住居数: 21,500軒 - 住居密度: 576.5軒/km2（1,492.9軒/mi2） 人種別人口構成 - 白人: 89.64% - アフリカン・アメリカン: 0.71% - ネイティブ・アメリカン: 1.38% - アジア人: 1.11% - 太平洋諸島系: 0.31% - その他の人種: 3.09% - 混血: 3.77% - ヒスパニック・ラテン系: 6.91% 年齢別人口構成 - 18歳未満: 27.2% - 18-24歳: 11.1% - 25-44歳: 31.4% - 45-64歳: 19.9% - 65歳以上: 10.3% - 年齢の中央値: 32歳 - 性比（女性100人あたり男性の人口） - 総人口: 95.8 - 18歳以上: 92.5 | 世帯と家族（対世帯数） - 18歳未満の子供がいる: 35.3% - 結婚・同居している夫婦: 45.7% - 未婚・離婚・死別女性が世帯主: 14.3% - 非家族世帯: 34.3% - 単身世帯: 25.4% - 65歳以上の老人1人暮らし: 7.8% - 平均構成人数 - 世帯: 2.55人 - 家族: 3.03人 収入と家計 - 収入の中央値 - 世帯: 33,031米ドル - 家族: 38,399米ドル - 性別 - 男性: 30,973米ドル - 女性: 22,511 米ドル - 人口1人あたり収入: 15,616米ドル - 貧困線以下 - 対人口: 17.9% - 対家族数: 14.8% - 18歳未満: 23.5% - 65歳以上: 9.8% |

## 芸術と文化

### 図書館
スプリングフィールド公共図書館は市役所の中にあり、スプリングフィールド市民の用に供している。

### 催事場
スプリングフィールド中心街メインストリートにあるリチャード・E・ウィルディッシュ・コミュニティシアターは、昔のマッケンジー劇場を全面的に改装したものであり、2006年12月に再開された。観客席数は284席であり、音楽演奏会やリサイタル、ダンス、劇、祝祭行事および小さなミュージカルのために設計されている。スプリングフィールド・ルネッサンス開発会社が改修計画を推進し310万ドルを掛けて完成させた。

## 教育
スプリングフィールド教育学区には小学校15校、中学校5校、高校4校があり、州内でも最大級の教育学区になっている。生徒数最大の高校はサーストン高校とスプリングフィールド高校である。パイオニア・パシフィック・カレッジがスプリングフィールド市ゲイトウェイ地区にキャンパスを構えている。

## 著名な住人
著作家のケン・キージーは幼い頃にスプリングフィールドに引っ越してきて、スプリングフィールド高校を卒業し、近くのオレゴン大学に進んだ。何年間かの放浪（その様子はトム・ウルフの『The Electric Kool-Aid Acid Test』（『クール・クール LSD交感テスト』）に詳しい）後、プレザントヒルの近くで農園を購入し、2001年に死ぬ時まで地元の著名人だった。
その他、市の出身者には以下の者がいる。
- ピーター・デファジオ、オレゴン州選出のアメリカ合衆国下院議員
- ビル・デリンジャー、オリンピック陸上競技選手、1964年東京オリンピック5000mで銅メダル
- エリック・ミリガン、ブロードウェイとテレビの俳優
- ハワード・W・ロバートソン、詩人
- トラビス・スミス、メジャーリーグベースボールの選手、ミルウォーキー・ブリュワーズ、セントルイス・カージナルス、アトランタ・ブレーブス、フロリダ・マーリンズ
- ロバート・W・ストラウブ、オレゴン州知事
- シオドア・スタージョン、SF作家

## 大衆文化の中で
テレビアニメ『ザ・シンプソンズ』の作者マット・グレイニングがスプリングフィールド市に「オレゴン州スプリングフィールド、真のスプリングフィールドにハロー」と書かれた銘板を送った。このアニメのファンの多くは中で言及されるスプリングフィールドがオレゴン州のスプリングフィールドだと信じている。何故ならばグレイニングがオレゴン州（ポートランド）の出身だからである。
2007年、スプリングフィールド市は国内の16有るスプリングフィールド市の一つとして映画『ザ・シンプソンズ MOVIE』の封切り場所を選ぶ投票で第3位を獲得した。